# Frankfurter Engel

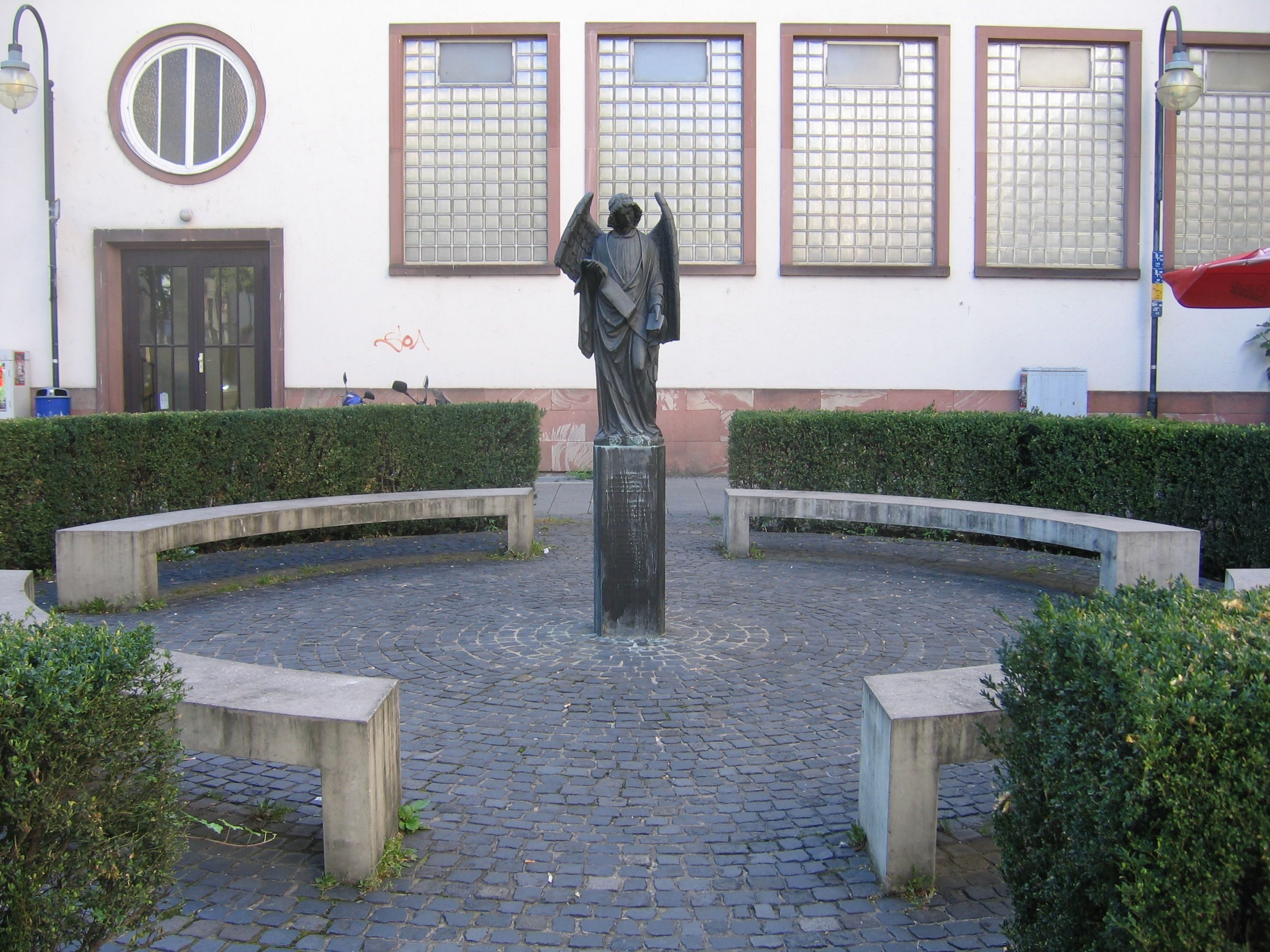
Frankfurter Engel in Frankfurt am Main.

De Frankfurter Engel (Duits voor 'Engel van Frankfurt') is een gedenkteken in de stad Frankfurt am Main in het zuidwesten van Duitsland. Het is opgedragen aan de homoseksuele mensen die werden vervolgd onder het nazibewind en ook onder Paragraaf 175 van het Duitse Wetboek van Strafrecht dat geslachtsverkeer tussen twee mannen in de jaren '50 en '60 verbood. Het monument eert degenen die in deze perioden zijn vervolgd en/of stierven. Homoseksualiteit is in Duitsland legaal sinds 1968 (Oost-Duitsland) en 1969 (West-Duitsland).
Het monument is een standbeeld van een engel en is in Duitsland het eerste in zijn soort. Latere gedenktekens zijn het Monument voor de homoseksuele en lesbische slachtoffers van het nationaalsocialisme (1995) in Keulen en het Monument voor de onder het nationaalsocialisme vervolgde homoseksuelen (2008) in Berlin-Tiergarten.

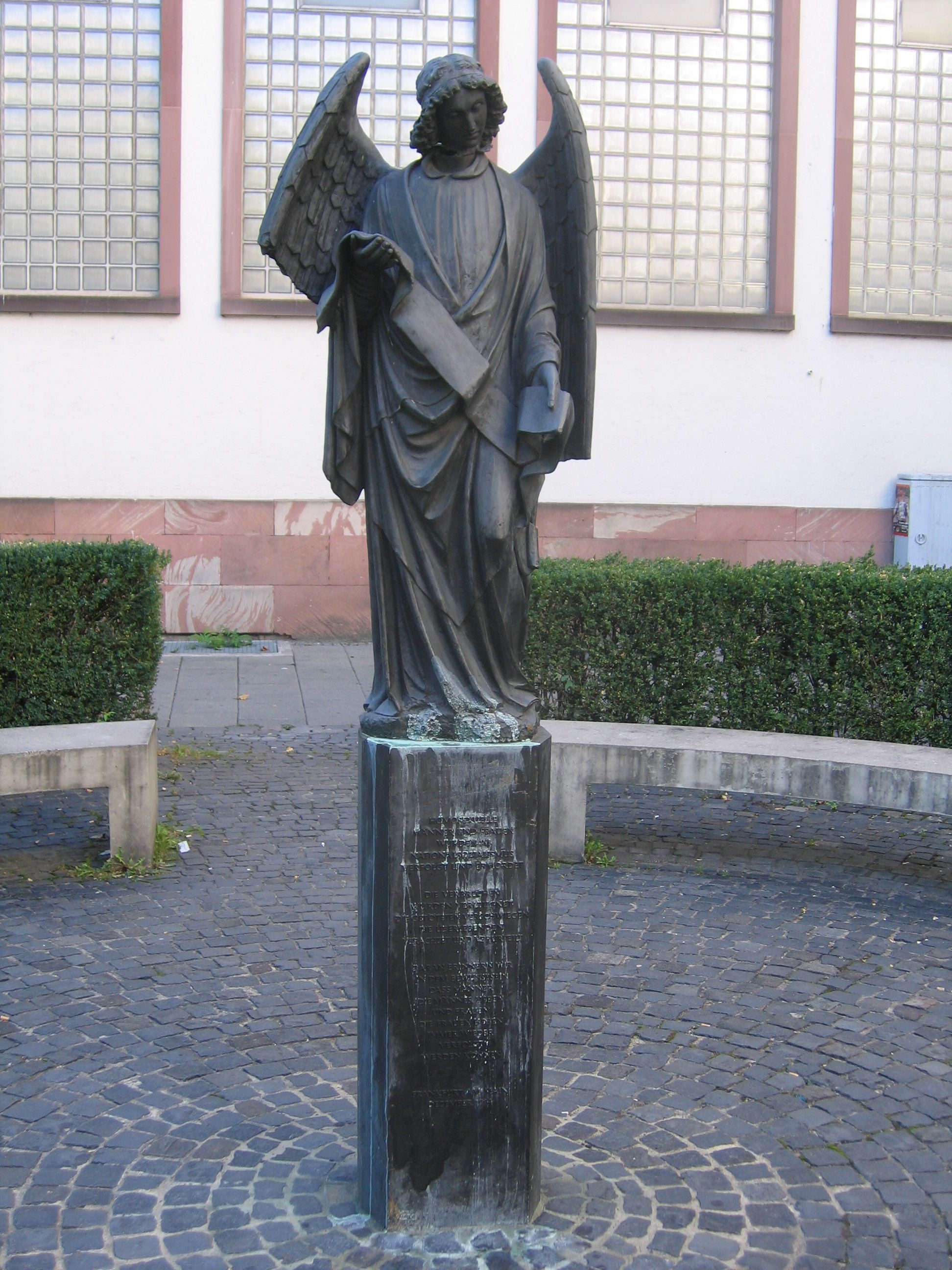
Frankfurter Engel door Rosemarie Trockel.

Op 20 juli 1992 startte de prijsvraag waarbij kunstenaars hun ontwerp voor het monument konden insturen. De kunstenares Rosemarie Trockel won deze wedstrijd. Het door haar ontworpen monument werd geplaatst op de kruising van de straten Schäfergasse en Alte Gasse. Op 11 december 1994 werd het monument onthuld.
Aan de voet van de Frankfurter Engel staat, geschreven in het Duits:
Homosexuelle Männer und Frauen wurden im Nationalsozialismus verfolgt und ermordet. Die Verbrechen wurden geleugnet, die Getöteten verschwiegen, die Überlebenden verachtet und verurteilt. Daran erinnern wir in dem Bewusstsein, dass Männer, die Männer lieben, und Frauen, die Frauen lieben, immer wieder verfolgt werden können. Frankfurt am Main. Dezember 1994
In het Nederlands kan dit worden vertaald als:
Homoseksuele mannen en vrouwen werden vervolgd en vermoord in nazi-Duitsland. De misdaden werden ontkend, de doden verborgen, de overlevenden geminacht en vervolgd. We herinneren ons dit, met het besef dat mannen die van mannen houden en vrouwen die van vrouwen houden nog steeds worden vervolgd. Frankfurt am Main. December 1994